# 로스 영스
|  |  | 좋은 글 후보 검토 진행 중 (참여하기) |

로스 미들브룩 "펩" 영스(영어: Ross Middlebrook "Pep" Youngs, 1897년 4월 10일~1927년 10월 22일)는 미국의 프로 야구 선수로, 포지션은 우익수였다. 1917년부터 1926년까지 통산 10시즌 동안 메이저 리그 베이스볼(MLB)의 뉴욕 자이언츠에서 뛰었다. 선수 시절 네 시즌 연속 내셔널 리그 페넌트 우승과 1921년, 1922년 월드 시리즈 우승을 경험했다.
텍사스주 샤이너에서 출생했으며, 웨스트 텍사스 밀리터리 인스티튜트를 다니며 야구와 미식축구에 재능을 보였다. 프로 경력을 마이너 리그 베이스볼에서 시작해 1916년 뉴욕 자이언츠와 계약을 맺었다. 메이저 리그 통산 타율 .322를 기록했으며 3할 이상의 타율을 기록한 시즌이 8년 연속을 포함 9시즌이었다. 그러나 30세의 나이에 브라이트병으로 인해 요절했다.
1972년에 베테랑 위원회의 선정으로 미국 야구 명예의 전당에 헌액되었으나 이와 관련해 잡음이 있었는데, 영스의 과거 팀 동료로 구성되어 있었던 베테랑 위원회가 사사로운 정에 이끌려 선정을 결정했다는 비판을 받았다.

## 어린 시절과 마이너 리그
영스는 미국 텍사스주 샤이너에서 세 형제 중 차남으로 태어났다. 영스의 아버지는 철도원이었으나, 장애를 겪은 후 가족들과 함께 샌안토니오로 이주한 뒤 그곳에서 목장 주인으로 일했다. 영스의 어머니는 샌안토니오에서 작은 호텔을 운영했고 아버지는 신문 배달도 했다.
영스는 웨스트 텍사스 밀리터리 인스티튜트를 다녔다. 칼리지 풋볼 장학금 제안도 들어왔지만 야구를 더 좋아했기에 거절했다. 1914년 클래스 B 텍사스 리그의 오스틴 세너터스에서 프로 야구 선수로 데뷔해 17경기에서 타율 .145를 기록했다. 이듬해에는 전보다 수준이 낮은 클래스 D의 미들 텍사스 리그 브렌햄과 센트럴 텍사스 리그 웍서해치 애슬레틱스에서 뛰었는데, 두 리그 모두 시즌 중 리그가 중단되거나 해체 수순을 밟았다. 1916년, 영스는 클래스 D팀인 웨스턴 어소시에이션의 셔먼 라이언스에서 내야수로 뛰면서 스위치히터로 타율 .362를 기록했다. 이러한 활약은 뉴욕 자이언츠의 이목을 끌었고, 그해 8월 영스는 뉴욕 자이언츠와 2,000달러(오늘날 화폐 가치로 47,566달러)에 계약을 맺었다.

## 뉴욕 자이언츠
1917년, 영스는 텍사스주 말린에서 열린 뉴욕 자이언츠의 스프링 트레이닝에 합류했다. 구단 측은 처음에 영스를 인터내셔널 리그의 로체스터 허슬러스에서 내려보냈다. 당시 존 맥그로 뉴욕 자이언츠 감독은 미키 둘린 로체스터 감독에게 ”내가 보았던 선수 중 가장 훌륭한 선수 중 한 명을 보내겠네. 외야수로 뛰도록 하게. 만약 일이 잘못된다면 나는 너에게 책임을 지울걸세.”라고 말했다. 로체스터에서 140경기에 출전하며 타율 .356를 기록한 영스는 시즌 후반 빅리그의 콜업을 받았다. 맥그로 감독은 영스의 허슬 플레이를 보고 그에게 ‘펩’(Pep)이라는 별명을 붙여주었고, 또한 자신의 뒤를 이를 감독의 자질을 발견하고 그를 가르치기 시작했다.
그해 9월 25일, 영스는 메이저 리그 데뷔전을 치렀으며, 내셔널 리그(NL) 페넌트 우승을 차지한 소속팀의 시즌 마지막 9경기 중 7경기에 출전했다. 7경기 중 6경기를 중견수로, 한 경기는 우익수로 출전했다. 이 7경기에서 2개의 2루타와 3개의 3루타를 포함, 26타수 9안타, 타율 .346를 기록했다. 1918년, 자이언츠의 주전 중견수였던 데이브 로버트슨이 지역 군인 야구단을 감독하기 위해 팀을 떠났고, 영스가 스프링 트레이닝 때부터 그를 대신해 주전 자리를 차지하게 됐다. 좌타석에만 들어섰던 영스는 121경기에서 .302의 타율을 기록하며 이 부문 리그 6위에 올랐다. 특히 이번 시즌은 주전 선수로서 7년 연속 3할 이상의 타율 기록의 첫해이자, 잠시 빅리그를 밟았던 1917년 시즌을 포함해 3할 이상의 타율을 기록한 8시즌 중 두 번째 해였다. 또한 출루율(OBP) .368로 내셔널 리그 6위에도 이름을 올렸다. 다음해 로버트슨이 투수 필 더글러스의 맞상대로 시카고 컵스에 트레이드되면서, 영스는 뉴욕 자이언츠의 우익수 자리에 고정되었다. 1919년 시즌 영스는 .311의 타율로 이 부문 NL 3위를 차지했다. 1920년에는 .351의 타율로 로저스 혼즈비에 이어 타율 부문 NL 2위에 올랐다.

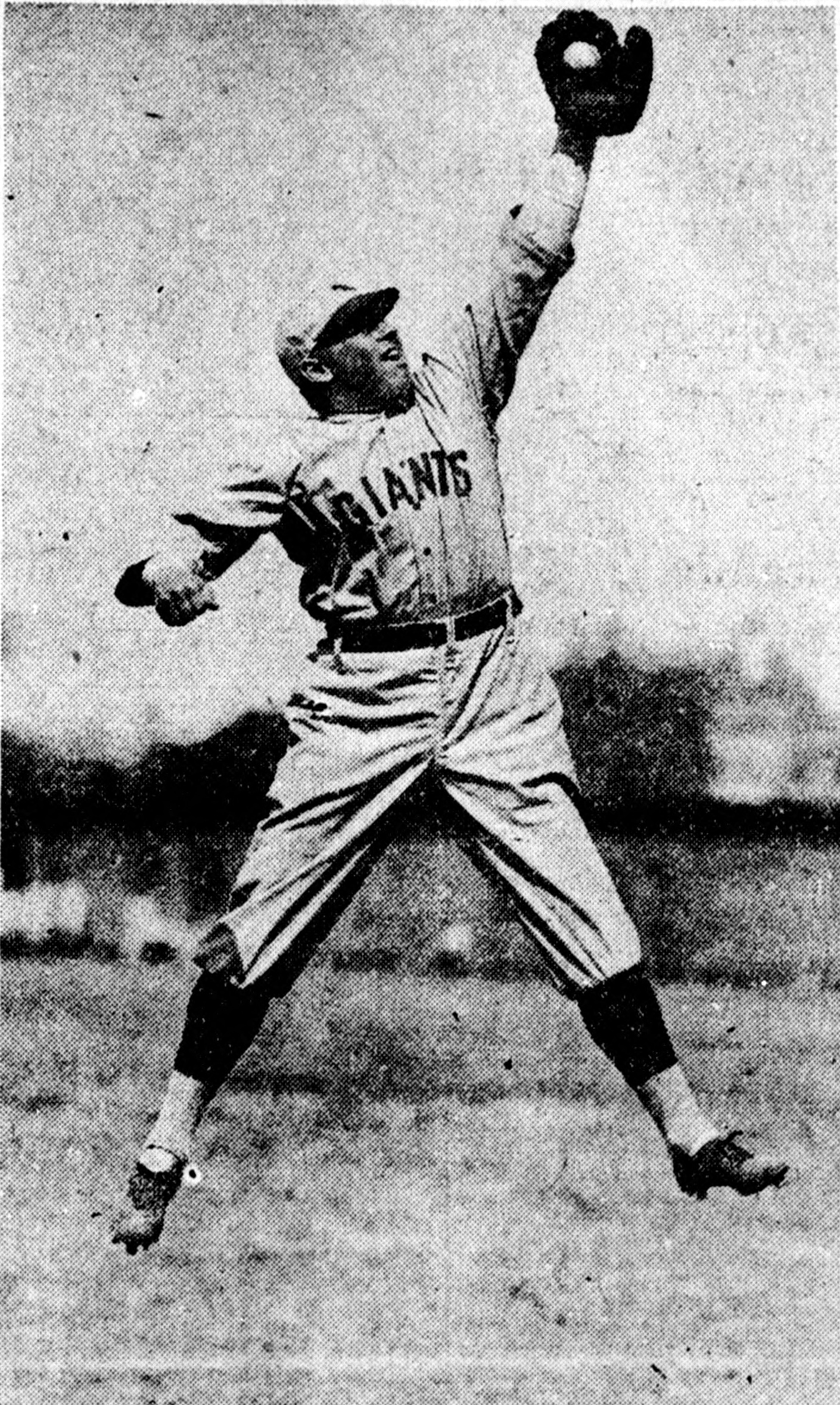
1922년 공을 낚아채는 영스의 모습

영스는 1921년 시즌 타율 .327를 기록하며 이 부문 NL 9위에 올랐다. 1921년 월드 시리즈 3차전에서는 월드 시리즈 경기에서 한 이닝에 2개의 안타를 기록한 최초의 선수가 되었다. 영스는 시리즈 동안 타율 .280을 기록했고, 소속팀 뉴욕 자이언츠는 뉴욕 양키스를 꺾고 정상에 올랐다. 1922년 4월 29일, 영스는 사이클링 히트를 기록했다. 그해 영스는 정규 시즌 출루율(.398)과 도루(17) 부문 NL 9위에 올랐으며, 1922년 월드 시리즈에서 .375의 타율로 활약하며 소속팀 뉴욕 자이언츠가 1년 만에 다시 만난 뉴욕 양키스를 다시 꺾는데 일조했다. 1923년, 영스는 121득점으로 이 부문 NL 1위에, .348의 타율로 이 부문 NL 8위에 올랐다. 그리고 1923년 월드 시리즈에서 .356의 타율로 분전했지만, 상대 뉴욕 양키스의 시리즈 우승을 저지하지 못했다.
1924년 시즌, 영스는 .356의 타율로 NL 3위에 올랐다. 브루클린 다저스와 리그 우승을 다투고 있던 뉴욕 자이언츠는 정규 시즌 마지막 2경기를 폴로 그라운즈에서 필라델피아 필리스와 격돌했다. 당시 뉴욕 자이언츠의 외야수 지미 오코넬은 상대 팀 유격수 하이니 샌드에게 500달러(오늘날 화폐 가치로 7,550달러)를 주는 대가로 고의적으로 경기를 패배해달라고 제안했다. 하지만 샌드는 이러한 제안을 거절했고 이 사실을 아트 플레처 필라델피아 필리스 감독에게 보고했다. 케네소 마운틴 랜디스 커미셔너는 이에 대한 징계로 오코넬과 코지 돌란에게 영구 제명 처분을 부과했다. 오코넬은 자신 뿐만 아니라 영스, 조지 켈리, 프랭키 프리시 또한 승부조작에 가담했음을 시사했다. 하지만 랜디스 커미셔너는 그 세 명에 대해서는 결백함을 확인했다.
1924년 월드 시리즈에서 영스는 타율 .185의 저조한 성적을 남겼고, 소속팀 뉴욕 자이언츠는 워싱턴 세너터스에게 패했다. 1925년 영스는 타율 .264에 그치며 메이저 리그에서 처음으로 3할 미만의 타율을 기록했지만, 다음해 95경기에서 .306로 부진을 어느 정도 씻어냈다. 커리어 막바지에 이르러 영스는 자신의 후계자가 되는 멜 오트에게 폴로 그라운즈에서 우익수 수비를 어떻게 보는지 가르쳐주었다.

## 투병과 사망
영스의 선수 경력은 당시 브라이트병이라고 불렸던 콩팥 질환 진단을 받으며 급작스럽게 멈췄다. 영스는 이미 몇 해 전인 1924년에 연쇄상구균 감염에 걸릴 위험에 노출되기도 했었다. 1926년 8월 10일 경기를 마지막으로 너무 아파 경기에 더 뛸 수 없었던 영스는 맥그로 감독의 조언에 따라 집으로 돌아갔고, 이듬해 3월에는 수혈을 받았다.
1927년 10월 22일, 영스는 브라이트병으로 인해 30세의 나이로 숨을 거두었다. 선수 시절 77 킬로그램 (170 파운드)에 달했던 체중은 사망 당시 45 킬로그램 (100 파운드)까지 줄어들어 있었다. 뉴욕 타임스에 실린 영스의 부고 기사에서 맥그로 자이언츠 감독은 그를 두고 “내가 필드에서 본 최고의 외야수”였다는 말을 남겼다. 뉴욕 자이언츠 구단은 폴로 그라운즈의 우측 외야에 영스를 기리는 동판을 설치했다. 구단 측에서는 동판 제작 비용을 직접 지불하고자 했으나 팬들은 이 비용을 직접 모금하고 싶어 했고, 1인당 1달러로 후원 금액에 제한이 있었지만 결국 동판 제작 비용이 모두 모였다.

## 평가
영스는 통산 10시즌을 뛰며 812득점, 42홈런, 592타점, 153도루, 타율 .322, 출루율 .399, 장타율 .441를 기록했다. 1925년 시즌 이전까지 매 시즌 3할 이상의 타율을 기록했으며, 3할 5푼 이상의 타율도 두 차례 기록했다. 100득점 이상 시즌을 세 차례 기록했고 타점 커리어 하이는 1921년의 102타점, 홈런 커리어 하이는 1924년의 10홈런이었다. 영스가 뉴욕 자이언츠에서 뛸 당시 소속팀은 1921년부터 1924년까지 4년 연속 월드 시리즈에 진출했고, 이중 두 차례(1921년, 1922년) 우승을 경험했다. 맥그로 뉴욕 자이언츠 감독은 자신의 사무실에 크리스티 매슈슨과 영스의 사진 두 개만 보관하는 등 영스를 매우 아꼈다. 팀 동료 로지 라이언과 브루클린 다저스의 벌리 그라임스는 영스를 두고 자신들이 보았던 선수 중 최고의 선수라고 치켜세웠다.
영스는 미국 야구 명예의 전당의 초대 헌액자를 뽑는 1936년 투표에 후보로 올랐으나, 미국야구기자협회(BBWAA)의 5% 미만의 지지를 받았다. 이후 1956년까지 매년 투표에 후보자로 이름을 올렸으나 가장 많은 득표는 1947년의 22%였다. 포드 C. 프릭 커미셔너와 과거 팀 동료 빌 테리는 영스의 명예의 전당 입후보를 옹호했다.
과거 뉴욕 자이언츠에서 영스와 같이 선수로 뛰었던 테리와 프랭키 프리시는 1967년에 베테랑 위원회에 합류했고, 1972년의 영스를 포함해 과거 팀 동료들을 명예의 전당에 헌액시키는데 영향을 끼쳤다. 영스 외의 대표적인 예로 1970년의 제시 헤인스, 1971년의 데이브 밴크로프트, 칙 헤이피, 1973년의 조지 켈리, 1974년의 짐 보텀리, 1976년의 프레디 린드스트롬이 있었다. 영스는 명예의 전당에 헌액자를 통틀어 가장 이른 나이에 사망했으며, 샌안토니오 출신으로는 유일한 헌액자이다. 1998년에는 샌안토니오 스포츠 명예의 전당에 헌액되었다. 영스의 출생지인 샤이너에서는 2001년부터 2003년까지 클리퍼 필드에서 그를 기리는 야구 토너먼트 대회가 개최되었다.
테리와 프리시의 영향력 아래 선정된 영스를 비롯한 몇몇 선수들의 헌액은 논란의 대상이 되어 왔다. BBWAA에 따르면 베테랑 위원회는 헌액자를 선정하는데 있어 충분한 검토를 하지 않았으며, 위원회를 두고 사적 관계가 선정에 영향을 끼쳤다는 의심도 제기되었다. 결국 이러한 문제점은 이후 몇 년간 베테랑 위원회의 권한을 줄이는 방향으로 진행되었다. 야구 통계 전문가 빌 제임스는 이러한 사실을 인식하고서 영스가 명예의 전당에 포함되지 않는다고 적기도 했다. 한편 1981년, 《The 100 Greatest Baseball Players of All Time》(→역대 최고의 야구 선수 100명)을 집필한 로런스 리터와 도널드 호니그는 목록에 영스를 포함시켰다. 이에 대해 리터와 호니그는 ‘스모키 조 우드 신드롬’을 언급하며 특별한 재능을 보여줬던 선수들이 부상이나 질병으로 인해 커리어가 중단된 경우, 눈에 띌 만한 통산 기록을 보유하지는 않았음에도 불구하고 100명의 최고의 선수에 포함될 만한 가치가 있다고 주장했다.

## 사생활
영스는 1924년 10월에 버크셔스에서 휴가를 보내던 중에 만난 도로시 피에네케(Dorothy Pienecke)라는 이름의 브루클린 출신의 여성과 결혼했다. 1925년 12월에 둘 사이에서 딸 캐롤린(Caroline)이 태어났다. 하지만 아내 도로시가 시어머니와 다툰 뒤 캐롤린이 태어나기 전에 이미 부부 사이는 갈라졌고, 영스는 자신의 딸을 보지도 못했다. 영스는 평소에 상냥하고 관대한 성격의 소유자로 알려져 있었지만, 사망 당시에 16,000달러(오늘날 화폐 가치로 238,375달러)의 빚을 진 상태였다. 또한 골프를 좋아해 메이저 리그에서 가장 골프를 잘 치는 선수로 유명했다.

## 통산 기록
| 연 도      | 소 속      | 경 기 | 타 석 | 타 수 | 득 점 | 안 타 | 2 루 타 | 3 루 타 | 홈 런 | 루 타 | 타 점 | 도 루 | 도 루 자 | 희 생 번 | 희 생 플 | 볼 넷 | 고 4 | 사 구 | 삼 진 | 병 살 타 | 타 율 | 출 루 율 | 장 타 율 | O P S |
| ---------- | ---------- | ----- | ----- | ----- | ----- | ----- | ------- | ------- | ----- | ----- | ----- | ----- | -------- | -------- | -------- | ----- | ---- | ----- | ----- | -------- | ----- | -------- | -------- | ----- |
| 1917년     | NYG        | 7     | 29    | 26    | 5     | 9     | 2       | 3       | 0     | 17    | 1     | 1     |          | 2        |          | 1     |      | 0     | 5     |          | .346  | .370     | .654     | 1.024 |
| 1918년     | NYG        | 121   | 532   | 474   | 70    | 143   | 16      | 8       | 1     | 178   | 25    | 10    |          | 8        |          | 44    |      | 6     | 49    |          | .302  | .368     | .376     | .744  |
| 1919년     | NYG        | 130   | 561   | 489   | 73    | 152   | 31      | 7       | 2     | 203   | 43    | 24    |          | 13       |          | 51    |      | 7     | 47    |          | .311  | .384     | .415     | .799  |
| 1920년     | NYG        | 153   | 672   | 581   | 92    | 204   | 27      | 14      | 6     | 277   | 78    | 18    | 18       | 13       |          | 75    |      | 2     | 55    |          | .351  | .427     | .477     | .904  |
| 1921년     | NYG        | 141   | 594   | 504   | 90    | 165   | 24      | 16      | 3     | 230   | 102   | 21    | 17       | 18       |          | 71    |      | 1     | 47    |          | .327  | .411     | .456     | .868  |
| 1922년     | NYG        | 149   | 643   | 559   | 105   | 185   | 34      | 10      | 7     | 260   | 86    | 17    | 9        | 21       |          | 55    |      | 7     | 50    |          | .331  | .398     | .465     | .863  |
| 1923년     | NYG        | 152   | 689   | 596   | 121   | 200   | 33      | 12      | 3     | 266   | 87    | 13    | 19       | 14       |          | 73    |      | 5     | 36    |          | .336  | .412     | .446     | .859  |
| 1924년     | NYG        | 133   | 612   | 526   | 112   | 187   | 33      | 12      | 10    | 274   | 74    | 11    | 9        | 6        |          | 77    | 3    | 3     | 31    |          | .356  | .441     | .521     | .962  |
| 1925년     | NYG        | 130   | 584   | 500   | 82    | 132   | 24      | 6       | 6     | 186   | 53    | 17    | 11       | 14       |          | 66    | 1    | 4     | 51    |          | .264  | .354     | .372     | .726  |
| 1926년     | NYG        | 95    | 421   | 372   | 62    | 114   | 12      | 5       | 4     | 148   | 43    | 21    | 10       | 10       |          | 37    | 2    | 2     | 19    |          | .306  | .372     | .398     | .770  |
| 통산: 10년 | 통산: 10년 | 1211  | 5337  | 4627  | 812   | 1491  | 236     | 93      | 42    | 2039  | 592   | 153   | 93       | 119      |          | 550   | 6    | 37    | 390   |          | .322  | .399     | .441     | .839  |

- 굵은 글씨는 시즌 최고 성적.